# Клод Жад
Клод Жад (фр. Claude Jade; Дижон, 8. октобар 1948 — Париз, 1. децембар 2006) била је француска филмска глумица.

## Биографија
Клод Жад је ћерка француских академских професора Марсела и Марселе Жоре. Иако су јој родитељи били протестанти, дозволили су јој да се упише на конкурс за улазак у козерваторијум. Захваљујући талетну била је прва на листи уписаних иако је имала само 15. година. Након завршене средње школе, сели се у Париз где уписује школу глуме. Године 1967. француски филмски режисер и критичар Франсоа Трифо запазује младу Клод у којој проналази плави потенцијал за глуму. Априла 1968. предлаже јој да игра у његовом новом филму „украђени пољубац” фр. Baisers volés, улогу коју радо прихваћа. Неколико месеци касније филм је достигао велики светски успех. Трифо је толико био заљубљен у глумицу да је отишао код нених родитеља како би је запросио али се предомислио у последњем тренутку. Иако је то био лош корак, Клод му опрашта и постају најбољи пријатељи. Клод Жад такође глуми у два друга филма Трифо: Заједничка постеља и сто (1970), Љубав у бекству (1979).  Глумица је глумила и у америчким, белгијским, италијанским, јапанским, немачким и совјетским филмовима.
Удаје се 1972. године за Бернарда Костум француског дипломату са којим је имала једног сина по имену Пиер Кост. Преминула је 1. децембра 2006. године од рака јетре у 58. години живота. Сахрањена је 5. децембра 2006. године у Паризу.

## Филмографија[5]
- 1968 : Baisers volés; Украдени пољупци (на језику: француски)
- 1968 : Sous le signe (на језику: француски)
- 1968 : Topaz (Топаз) (режији: Алфред Хичкок) (на језику: енглески језик)
- 1969 : Le Témoin (на језику: француски)
- 1969 : Mon oncle Benjamin(на језику: француски)
- 1970 : Domicile conjugal (Заједничка постеља и сто)(на језику: француски)
- 1971 : Le Bateau sur l'herbe (на језику: француски)
- 1971 : Shéhérazade (на језику: француски)
- 1972 : Les Feux de la Chandeleur Ватрена љубав (на језику: француски)
- 1973 : Home Sweet Home (на језику: француски)
- 1973 : Number One (на језику: италијански)
- 1973 : Meurtres à Rome (на језику: француски и италијански)
- 1973 : Prêtres interdits (на језику: француски)
- 1974 : Le Malin Plaisir (на језику: француски)
- 1975 : Maître Pygmalion (на језику: француски)
- 1975 : Trop c'est trop (на језику: француски)
- 1975 : Le Choix (на језику: француски)
- 1976 : Le Cap du nord / (北の岬, Kita no misaki) (на језику: јапански)
- 1976 : Le collectionneur de cerveaux(на језику: француски)
- 1977 : Caresses bourgeoises (Una spirale di nebbia) (на језику: италијански и француски)
- 1978 : Le Pion (на језику: француски)
- 1978 : Fou comme François (на језику: француски)
- 1979 : L'Amour en fuite (Љубав у бекству) (на језику: француски)
- 1979 : L'île aux trente cercueils (на језику: француски)
- 1980 : Тегеран 43 (Техеран 43)(на језику: руски)
- 1981 : Ленин в Париже (Лењин у Паризу)(на језику: руски)
- 1981 : Le bahut va craquer (на језику: француски)
- 1982 : L'Honneur d'un capitaine (на језику: француски)
- 1982 : Rendezvous in Paris (на језику: немачки)
- 1982 : Lise et Laura (на језику: француски)
- 1983 : Rendez-vous à Paris (на језику: француски)
- 1984 : Voglia di volare (на језику: италијански)
- 1984 : Une petite fille dans les tournesols (на језику: француски)
- 1986 : L'Homme qui n'était pas là (на језику: француски)
- 1992 : Tableau d'honneur (на језику: француски)
- 1994 : Bonsoir (на језику: француски)
- 1994 : Eugénie Grandet (на језику: француски)
- 1995 : Julie Lescaut: Rumeurs (на језику: француски)
- 1995 : Porté disparu (на језику: француски)
- 1998 : Le Radeau de la Méduse (на језику: француски)
- 1998−2000: Cap des Pins (serie) (на језику: француски)
- 2003 : Á San Remo (на језику: француски)
- 2004 : La Crim': Le secret (на језику: француски)
- 2005 : Groupe Flag: Vrai ou faux (на језику: француски)
- 2006 : Célimène et le cardinal (на језику: француски)

## Признања
- Национални орден Легије части.
- 1970: Најбоља глумица Француске.
- 1971: Награда „златна сова” за најбољу женску улогу.
- 1975: Прих Оранж на Канском филмском фестивалу.
- 2000:  на интернационалном фестивалу у Палм Бичу (Флорида).[6]
- 2002: Захвалница за целоукупну каријеру.